# Marvin Andrews
Marvin Andrews (San Juan, 1975. december 22. –) Trinidad és Tobagó-i válogatott labdarúgó.

## Pályafutása

### Klubcsapatban
Pályafutását trinidadi csapatoknál kezdte, játszott többek között a Motown, San Juan Jabloteh és a Carib FC együttesében. 1997-ben Skóciába költözött és ott szerepelt a 2016-os visszavonulásáig. 1997 és 2000 között a Raith Rovers játékosa volt. 2000-től 2004-ig a Livingstont erősítette. 2014 és 2016 között a Rangresben futballozott, melynek tagjaként 2005-ben bajnoki címet szerzett és megnyerte a skót ligakupát. 2006 és 2009 között ismét a Raith Roversben játszott. Ezt követően szerepelt még a Hamilton Academical, a Queen of the South, a walesi Wrexham, a Kirkintilloch Rob Roy, az Albion Rovers, a Forfar Athletic, az Elgin City, a Montrose és a Clyde csapatában.

### A válogatottban
1996 és 2009 között 110 alkalommal szerepelt a Trinidad és Tobagó-i válogatottban és 10 gólt szerzett. Részt vett az 1998-as, a 2000-es, a 2002-es és a 2005-ös CONCACAF-aranykupán, valamint a 2006-os világbajnokságon.

## Sikerei, díjai
Livingston
- Skót másodosztályú bajnok (1): 2000–01
- Skót ligakupagyőztes (1): 2004

Rangers
- Skót bajnok (1): 2004–05
- Skót ligakupagyőztes (1): 2005

Trinidad és Tobago
- Karibi kupa (2): 1999, 2001

## Lásd még
- Legalább százszoros válogatott labdarúgók listája

## Külső hivatkozások
- Marvin Andrews adatlapja a National-Football-Teams.com oldalon (angolul)

- Marvin Andrews (angol nyelven). FootballDatabase.eu
- Marvin Andrews (német nyelven). kicker.de
- Marvin Andrews adatlapja a worldfootball.net oldalon (angolul)